# Шпанија на Дечјој песми Евровизије
Шпанија је на избору за Дечју песму Евровизије наступила 11 пута, први пут 2003. године.

## Емитер
Шпански јавни сервис TVE задужен је за пренос такмичења уживо.

## Национална селекција
Еуројуниор се звао такмичарски шоу, којим је Шпанија бирала свог представника.

## Пласмани
Шпанија је једна од најуспешнијих држава овог такмичења. Једном је досегла и чувено прво место када је деветогодишња девојчица Марија Исабел са песмом Antes Muerta que Sencilla успела придобити европску публику и зарадити највише поена у историји такмичења до тада.
Држава је у два наврета досегла и друго место. Били су то Сергио и Desde el cielo, и Антонио са песмом Te traigo flores. Најлошији пласман, али и те како успешан Шпанци су приграбили 2006. године када их је престављао Дани и његова композиција Te doy mi voz.

## Представници
| Година    | Извођач(и)       | Песма                     | Пласман          | Поени            |
| --------- | ---------------- | ------------------------- | ---------------- | ---------------- |
| 2003      | Серхио           | Desde el cielo            | 2                | 125              |
| 2004      | Марија Изабел    | Antes Muerta que Sencilla | 1                | 171              |
| 2005      | Антонио          | Te traigo flores          | 2                | 146              |
| 2006      | Дани             | Te doy mi voz             | 4                | 91               |
| 2007–2018 | Није учествовала | Није учествовала          | Није учествовала | Није учествовала |
| 2019      | Мелани Гарсија   | Marte                     | 3                | 212              |
| 2020      | Солеа Фернандес  | Palante                   | 3                | 133              |
| 2021      | Леви Дијаз       | Reír                      | 15               | 77               |
| 2022      | Карлос Ихес      | Señorita                  | 6                | 137              |
| 2023      | Сандра Валеро    | Loviu                     | 2                | 201              |
| 2024      | Клое Дела Роса   | Como la Lola              | 6                | 144              |
| 2025      | Гонзало Пиниљос  |                           |                  |                  |

## Организовање Дечје песме Евровизије
| Година | Град   | Место одржавања | Водитељ(и)                               |
| ------ | ------ | --------------- | ---------------------------------------- |
| 2024   | Мадрид | Магична кутија  | Рут Лоренцо, Марк Клотет, Мелани Гарсија |